# Urs cu bot scurt
Ursul cu bot scurt (Arctodus simus) este un gen de urs dispărut care a trăit în America de Nord în Pleistocen, în perioada cuprinsă între 1,8 mln. de ani – 11.000 de ani în urmă. A fost cel mai frecvent întâlnit urs nord-american, fiind răspândit mai ales în California. Există două specii recunoscute: Pristinus Arctodus și Arctodus simus, cel din urmă este considerat unul dintre cele mai mari mamifere carnivore terestre cunoscute.

## Dimensiuni
Un mascul adult de Arctodus măsura în medie 1,80 metri la nivelul umărului când stătea în patru labe, adică aproximativ înălțimea medie a unui bărbat din zilele noastre. Ridicat pe labele din spate putea atinge înălțimea de aproape 5 metri. Masculii erau cu aproximativ 20% mai mari și mai grei decât femelele. Arctodus avea o constituție corporală oarecum diferită de a unui urs tipic. Deoparte de a fi un animal greoi și îndesat ca un urs, Arctodus avea picioare neobișnuit de lungi, ceea ce îl făcea un prădător redutabil care alerga și își doborâ prada asemeni marilor feline, un argument în plus acestei ipoteze este faptul că Arctodus avea labele anterioare orientate spre în față spre deosebire de ursii tipici care le au orientate spre interior pentru a se cățăra în copaci și a săpa după furnici, mici rozătoare sau rădăcini.

## Dispariție
Ursul cu bot scurt a început să dispară pe la sfârșitul ultimei glaciațiuni (aproximativ 12.500 ani î.Hr.), probabil după ce mamiferele mari au început să dispară și ele, acestea aflându-se la baza dietei sale.
De pe urma extincției ursului cu bot scurt au beneficiat urșii bruni, mai mici ca dimensiuni și mai slabi, care anterior se aflau în concurență cu acestă specie masivă și care puteau fi chiar obiectul atacurilor sale.